# لانتانا عصيفية الأوراق
لانتانا عصيفية الأوراق (الاسم العلمي: Lantana achyranthifolia) هي نوع نباتي يتبع جنس اللانتانا من فصيلة اللويزية.